# Vida després de la mort
La vida després de la mort, és a dir, una existència de la persona un cop aquesta ha mort és una afirmació de diverses creences, especialment religioses. Aquesta existència pot adoptar diferents formes: en la reencarnació l'individu passa a ocupar el lloc d'un altre ésser i, per tant, té una altra vida; el mort vivent és una mena de monstre que està a cavall entre el món físic i la desaparició; per acabar, per a les religions tradicionals la vida després de la mort pot referir-se al destí de l'ànima o part espiritual de l'ésser humà (usualment segons la bondat dels seus actes a la Terra), que roman en un altre pla mentre el cos desapareix. Aquest pla pot ser concebut com un altre món (habitual en la mitologia, on un psicopomp acompanya l'esperit en el trànsit) o com un estat immaterial. La vida després de la mort és un dels temes fonamentals d'estudi de l'escatologia.
No hi ha proves empíriques de l'existència d'aquesta vida després de la mort, com tampoc del contrari, per tant tota afirmació al respecte depèn de la fe o de revelacions, sota la forma d'experiències paranormals, aparicions o escriptures considerades sagrades.

## Reencarnació
Per contra els cultes orientals, que defensen la doctrina de la reencarnació, adiuen que segons els actes l'individu es reencarna en un ésser o un altre; esdevé un ésser superior si ha obrat bé i descendeix si la seva vida ha estat marcada per l'error i el mal. L'objectiu de cada persona, aleshores, és tenir una vida recta d'acord amb els ensenyaments sagrats per anar ascendint en successives vides. Algunes escoles afirmen que el darrer pas és justament l'alliberament d'aquest cicle, interrompre la reencarnació (ja que la vida és dolor i càstig i l'aspiració màxima, doncs, és precisament eliminar la vida després de la mort) mentre que altres creuen que les reencarnacions són eternes.

## Vida eterna
Es creu que el concepte d'una vida després de la mort amb relació a la conducta va néixer a l'antic Egipte. Per primer cop es considerava una "segona vida" immaterial que actuava com a fonament de l'ètica a la vida ordinària, i apareixien els conceptes de judici final (sota el poder de la deessa Maat), salvació i condemnació, que van perdurar a la majoria de cultes religiosos posteriors.
El zoroastrisme va afegir el concepte de la segona vinguda o vida eterna. Un cop després de la vida després de la mort, on l'esperit expia els pecats comesos en vida, s'esdevé la fi del món conegut i una resurrecció massiva (idea que va perdurar en l'apocalipsi cristiana, entre d'altres). Les diferents religions antigues van anar separant dos espais o mons, un per a les ànimes salvades i un per a les condemnades a partir del pla immaterial primigeni. Aquest dualisme es va imposar en segles posteriors, com es veu en el cel i l'infern cristià, per exemple.

## Més enllà
El més enllà és la realitat que està fora del món físic o perceptible amb els sentits. Segons les creences personals, aquest altre món pot ser un univers paral·lel, una esfera immaterial on habiten els esperits o bé un món diferent, previst per l'escatologia religiosa, on va a parar l'ànima de la persona un cop morta (aquest altre món religiós sovint està dividit en un Paradís on va l'ànima del just i un Infern on va l'ànima pecadora, tot i que poden haver-hi variants).
Al més enllà els cossos són pura energia i es poden comunicar amb els éssers humans iniciats a través d'algun acte sobrenatural, i els rituals per convocar els morts vivents o per conjurar llur aparició daten d'antic, com es veu als ritus grecs per tal d'evitar la resurrecció dels morts. El vodú atorga un paper central a aquestes pràctiques, properes a l'espiritisme. Igualment, els vius poden albirar el contingut d'aquest més enllà amb la meditació, la pregària, recitacions de paraules màgiques i mantres o encanteris, segons el ritual prescrit per cada creença.

## Morts vivents
Un mort vivent o no-mort és un monstre o criatura que continua de moure's i d'obrar com si fos viu tot i que ha patit la mort. Pot tractar-se d'un cadàver animat, d'un ésser ressuscitat o un tipus d'esperit. Els morts vivents es diferencien de les ànimes, ja que l'ànima pertany a l'altre món (sigui el paradís o l'infern) mentre que el mort vivent actua en el món terrenal i sovint la seva tornada de la mort no és pas desitjada i és sinònim de perill. El concepte de mort vivent és freqüent a la literatura fantàstica i els jocs basats en aquesta (on sovint es considera una raça a part), així com al cinema de terror, amb personatges com vampirs, fantasmes, zombis, draugs, ghouls o mòmies.